# البقعة (السفلية)
البقعة هي إحدى قرى الجمهورية اليمنية. وهي تتبع جغرافيًا لمحافظة ريمة. وإداريًا لمديرية السلفية. يبلغ تعداد سكانها 1425 نسمة حسب الإحصاء الذي أجري عام 2004.